# Неоосманизам
Неоосманизам је турска националистичка, империјалистичка, исламистичка и пантуркистичка политичка идеологија која заговара већи политички ангажман Републике Турске на простору бившег Османског царства обнаваљањем утиција те империје као државе-наследнице Републике Турске на територијама других држава изван њених граница. Неки српски аналитичари ову идеологију приписују спољној политици Републике Турске, као и групи исламиста и конзервативних турских политичара из Анадолије. Неоосманлијска интересна област обухвата простор Закавказја, Средње Азије, Блиског истока и југоисточне Европе, односно Балканског полуострва.

## Преглед
Бивши министар спољних послова Републике Турске Ахмет Давутоглу је и шеф одсека за међународне односе Бијкент универзитета. Према мишљењу исламолога Дарка Танасковића, Бијкент универзитет је расадник неоосманизма. Ахмет Давутоглу је у периоду 1990–1995. године предавао на Међународном исламском универзитету у Куала Лумпуру, гдје се упознао са Мустафом Церићем. Давутоглу је аутор дела „Стратегијска дубина: међународни положај Турске“ (2001) у коме су представљени принципи неоосманске идеологије а који су на политичкој позорници најближи принципима партије Реџепа Тајипа Ердогана. У свом делу „Стратегијска дубина“ Ахмет Давутоглу износи да је „Турска баштиник свих векова османске прошлости, током које су постављене трајне основе у историјском, економском и менталном погледу, да Турска и данас има могућност и право да на тим просторима игра посебну улогу“, те да „Турска као наследница Отоманске империје не може бити епизодиста, већ протагониста на међународној сцени“.
На отварању конференције „Османско насљеђе и муслиманске заједнице Балкана данас“ у Сарајеву током октобра 2009, Ахмет Давутоглу је у својству министра спољних послова Републике Турске изјавио: 
| „                 | Ми желимо нови балкански регион утемељен на политичким вредностима, економској међузависности и сарадњи и културној хармонији. То је био отомански Балкан. Ми ћемо обновити овај Балкан... Отомански векови Балкана су успешна прича, а сада је треба обновити. | ” |
| — Ахмет Давутоглу | |   |

У свом делу „Стратегијска дубина“ Ахмет Давутоглу објашњава да би за пројекат обнове утицаја Османског царства, односно данашње Републике Турске као његове насљеднице, као „грађевински материјал“ послужило муслиманско становништво појединих регија.
Он Бошњаке и Албанце сматра за два „темељна и традиционална ослонца османско-пантуркистичке политике на Балкану“. Давутоглу простор који се са запада протеже од Бихаћа, преко Федерације БиХ, затим Старе Рашке (Санџака), Косова и Метохије, Албаније, Македоније, Кирџалије до Тракије, сматра за коридор које је од велике важности за Републику Турску. Овај простор је раније дефинисан као Зелена трансверзала.
У свом делу „Стратегија дубина“ Давутоглу описује три концентрична геополитичка круга, односно турске интересне области. У тако названом „Унутрашњем кругу“ се налазе Република Србија (Косово и Метохија), Република Албанија и Република Македонија; у „Средишњем кругу“ су Република Србија, Република Грчка, Република Бугарска и Босна и Херцеговина (Федерација БиХ); док „Спољашњи круг“ који није од примарне важности за Републику Турску чине Република Хрватска, Република Мађарска и Република Румунија. У пројекцијама неоосманизма преко територије КиМ пролази „зелена трансверзала“ која се пружа од југоисточног ка северозападном комуникацијском правцу. Овим путем је пролазио и такозвани Босански пут за време постојања Отоманске царевине
Босански пут је био добро природно заштићен, није постојала опасност да га могу угрозити аустријске или млетачке снаге, а дуж овог правца је насељавано муслиманско становништво (или исламизирано постојеће српско становништво), па је то био још један начин његовог стратешког обезбеђивања.

## Историја
Неоосманизам се појављује као обновљена османска идеологија и као супротност кемализму у Републици Туској крајем двадесетог века. Ова идеологија је била мање изражена у периоду Хладног рата, иако неки сматрају да је турска окупација Северног Кипра дио неоосманистичких планова. Алија Изетбеговић са становишта паисламизма и исламског фунадаментализма у својој Исламсклој декларацији критикује секуларни поредак Мустафе Кемала Ататурка и назива га „европски плагијат“. Исламисти сматрају да је модерна национална држава заснована на секуларним вриједностима главна препрека за реисламизацију турског друштва. Они сматрају да модерни секулрани поредак смањује политички утицај Републике Турске у односу на Османско царство које се темељило на основама ислама.